# 李由美
李 由美（い ゆみ、朝: 이유미）は、ヤマハエーアンドアール所属のタレント。所属プロダクション移籍（後述）に伴い、活動名をYumiとしている。
韓流をテーマとした番組のレポーターや、イベントの司会などを中心に活動している。
かつてはオフィスキイワードに所属していた。

## 人物・来歴
山口県下関市出身。山口朝鮮初中級学校、山口朝鮮高級学校、広島大学歯学部付属歯科衛生士学校に学び、歯科衛生士国家資格を取得している。身長159センチ。
流暢な韓国語と明るいキャラクターを持ち味としている。
2012年11月30日　ユニークなハングル教則本『Yumiのハングルで妄想してくださ～い』出版（TOKIMEKIパブリッシング）。

## 主な出演
テレビ番組
- 『韓流フォンデュ』（TOKYO MX）
- 『あさイチ』（2011年5月23日、NHK総合テレビ）